# Halloween Ends
Halloween Ends és una pel·lícula slasher nord-americana del 2022 dirigida per David Gordon Green i coescrita per Green, Danny McBride, Paul Brad Logan i Chris Bernier. És la seqüela de Halloween Kills (2021), la tretzena entrega de la franquícia de Halloween, i la pel·lícula final de la trilogia de seqüeles que va començar amb la pel·lícula de 2018, que segueix directament la pel·lícula de 1978. La pel·lícula és protagonitzada per Jamie Lee Curtis, Andi Matichak, Rohan Campbell, Will Patton, Kyle Richards i James Jude Courtney. La trama segueix a Corey Cunningham, un jove que s'enamora de la néta de Laurie Strode mentre una sèrie d'esdeveniments, inclòs l'encreuament amb Michael Myers, el converteixen en un paria assassí.
Abans de l'estrena de Halloween el 2018, McBride va confirmar que ell i Green tenien la intenció de llançar dues pel·lícules que es rodarien al mateix temps, però es va decidir esperar veure la reacció a la primera pel·lícula. Després de l'èxit de la primera pel·lícula, el juliol de 2019, es va anunciar el títol de la pel·lícula juntament amb Halloween Kills. Green pretenia donar a cada pel·lícula de la trilogia el seu propi tema únic, Halloween Ends sent una "història d'amor"; John Carpenter va descriure la pel·lícula com una "allunyada" dels seus predecessors. Després d'enrederir-se a causa de la pandèmia de COVID-19 en curs, la el rodatge va tenir lloc a Geòrgia entre gener i març de 2022, i es van tornar a gravar a mitjans de 2022.
Halloween Ends es va estrenar al Beyond Fest de Los Angeles l'11 d'octubre de 2022 i es va estrenar als Estats Units el 14 d'octubre de 2022 per Universal Pictures. La pel·lícula va començar a reproduir-se simultàniament en nivells de pagament de Peacock durant 60 dies. Va rebre crítiques contradictòries de la crítica, que van criticar el seu enfocament en el nou personatge Corey i, en general, va considerar que era una conclusió decebedora de la trilogia. La pel·lícula va recaptar 105 milions de dòlars enfront d'un pressupost de producció de 33 milions de dòlars, la qual cosa la converteix en la trilogia menys rendible de Green.
Ha estat subtitulada al català.